# D420 (Haute-Vienne)
De D420 is een departementale weg in het Midden-Franse departement Haute-Vienne. De weg loopt van Pierre-Buffière via Magnac-Bourg naar de grens met Corrèze. In Corrèze loopt de weg als D920 verder naar Brive-la-Gaillarde en Toulouse.

## Geschiedenis
Oorspronkelijk was de D420 onderdeel van de N20. In 2006 werd de weg overgedragen aan het departement Haute-Vienne, omdat de weg geen belang meer had voor het doorgaande verkeer vanwege de parallelle autosnelweg A20. De weg is toen omgenummerd tot D420.